# Кшивда (гміна)
Гміна Кшивда (пол. Gmina Krzywda) — сільська гміна у східній Польщі. Належить до Луківського повіту Люблінського воєводства.
Станом на 31 грудня 2011 у гміні проживало 10718 осіб.

## Площа
Згідно з даними за 2007 рік площа гміни становила 161.05 км², у тому числі:
- орні землі: 72.00%
- ліси: 21.00%

Таким чином, площа гміни становить 11.55% площі повіту.

## Населення
Станом на 31 грудня 2011:
| Опис     | Загалом | Загалом | Чоловіки | Чоловіки | Жінки | Жінки |
| -------- | ------- | ------- | -------- | -------- | ----- | ----- |
| одиниця  | осіб    | %       | осіб     | %        | осіб  | %     |
| все      | 10718   | 100     | 5400     | 50.38    | 5318  | 49.62 |
| міське   | 0       | 100     | 0        |          | 0     |       |
| сільське | 10718   | 100     | 5400     | 50.38    | 5318  | 49.62 |

## Сусідні гміни
Гміна Кшивда межує з такими гмінами: Адамув, Клочев, Новодвур, Станін, Войцешкув, Воля-Мисловська.